# Heinrich Kralik von Meyrswalden (Industrieller)

Heinrich Ritter Kralik von Meyrswalden und seine Frau Agnes im Jahre 1880

Heinrich Ritter Kralik von Meyrswalden (* 21. April 1840 in Winterberg; † 11. Februar 1911 in Eleonorenhain) war ein böhmischer Glasfabrikant aus der Familie Kralik von Meyrswalden. Zu den Besonderheiten der Namensschreibweise in Österreich sei auf den Beitrag Österreichischer Adel verwiesen.

## Biografie
Heinrich war ein Sohn des Wilhelm Ritter Kralik von Meyrswalden. Er heiratete am 7. Januar 1878 die Agnes Wlcek (* 4. Februar 1859 in Neuhaus an der Donau; † 22. Juni 1917 in Eleonorenhain).
Heinrich erbte mit seinen Brüdern im Jahr 1877 die Firma Meyr’s Neffe. Nach der Aufteilung des Erbes mit seinen Brüdern im Jahr 1881 behielt Heinrich u. a. die Glasfabrik in Eleonorenhain, die er dann unter dem Firmennamen Wilhelm Kralik Sohn bis zu seinem Tod 1911 weiterführte.